# Escala d'incendis

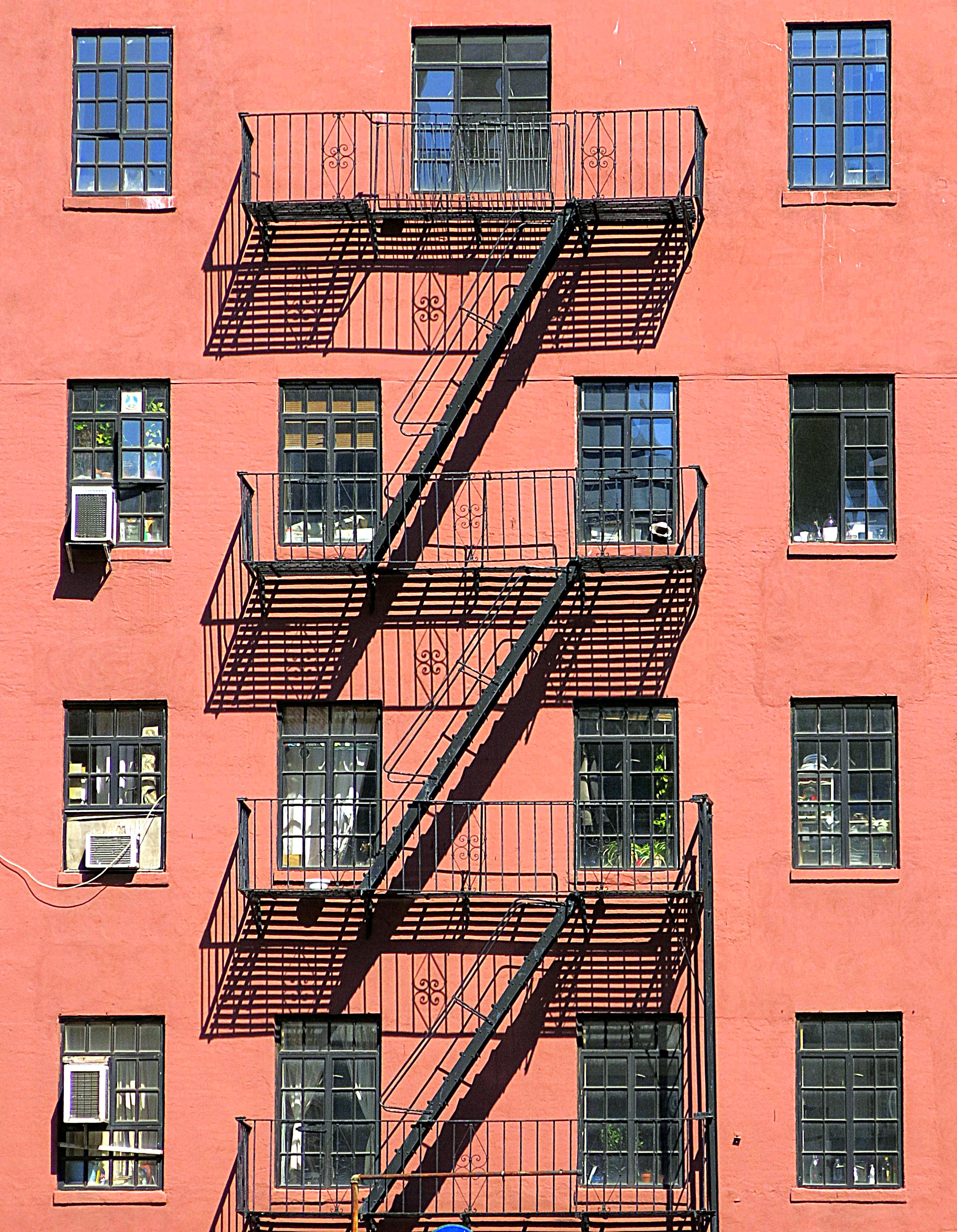
Escala d'incendis a Greenwich Village.

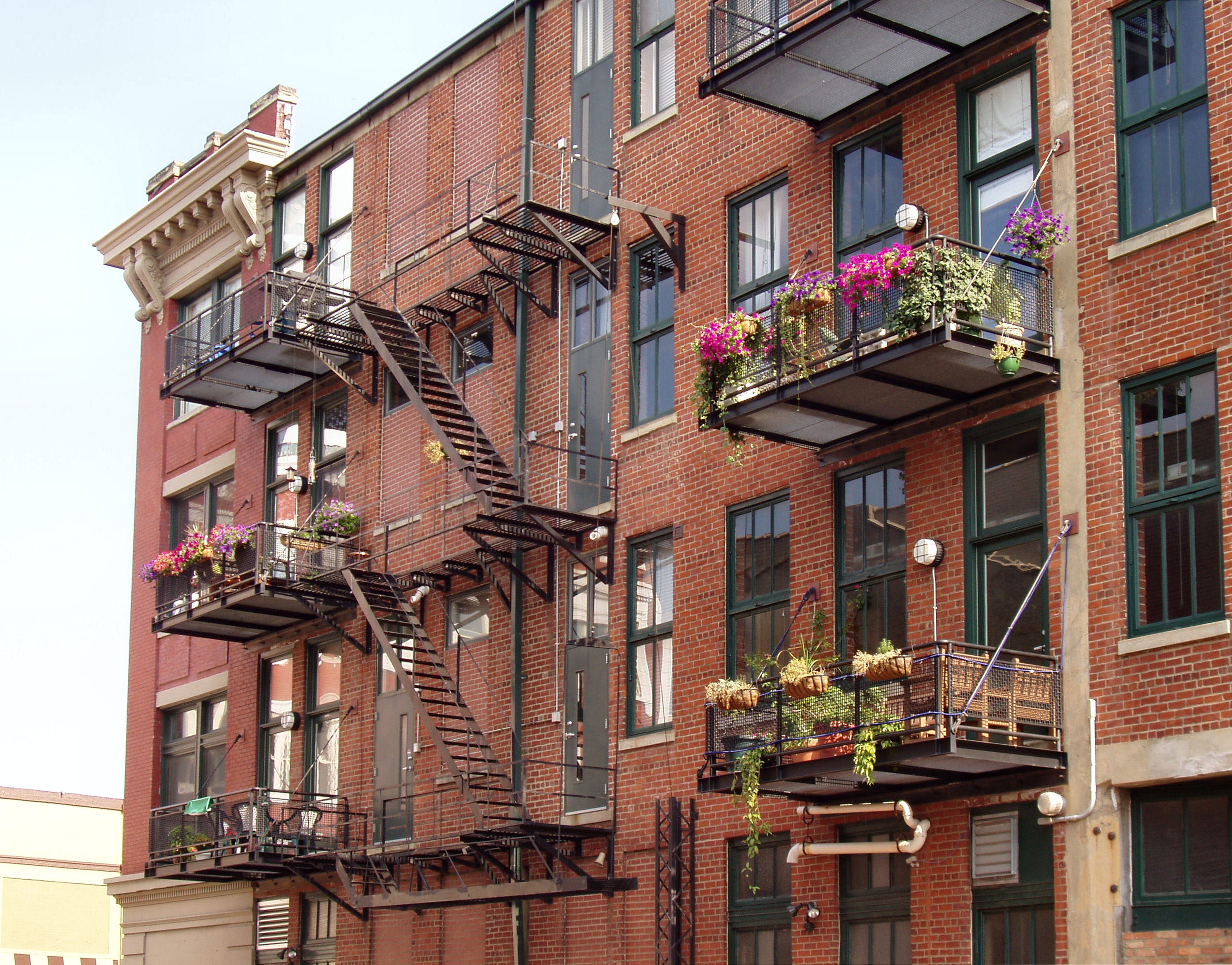
Escales d'incendis al darrere d'un edifici de Cincinnati. Aquest estil és comú als EUA.

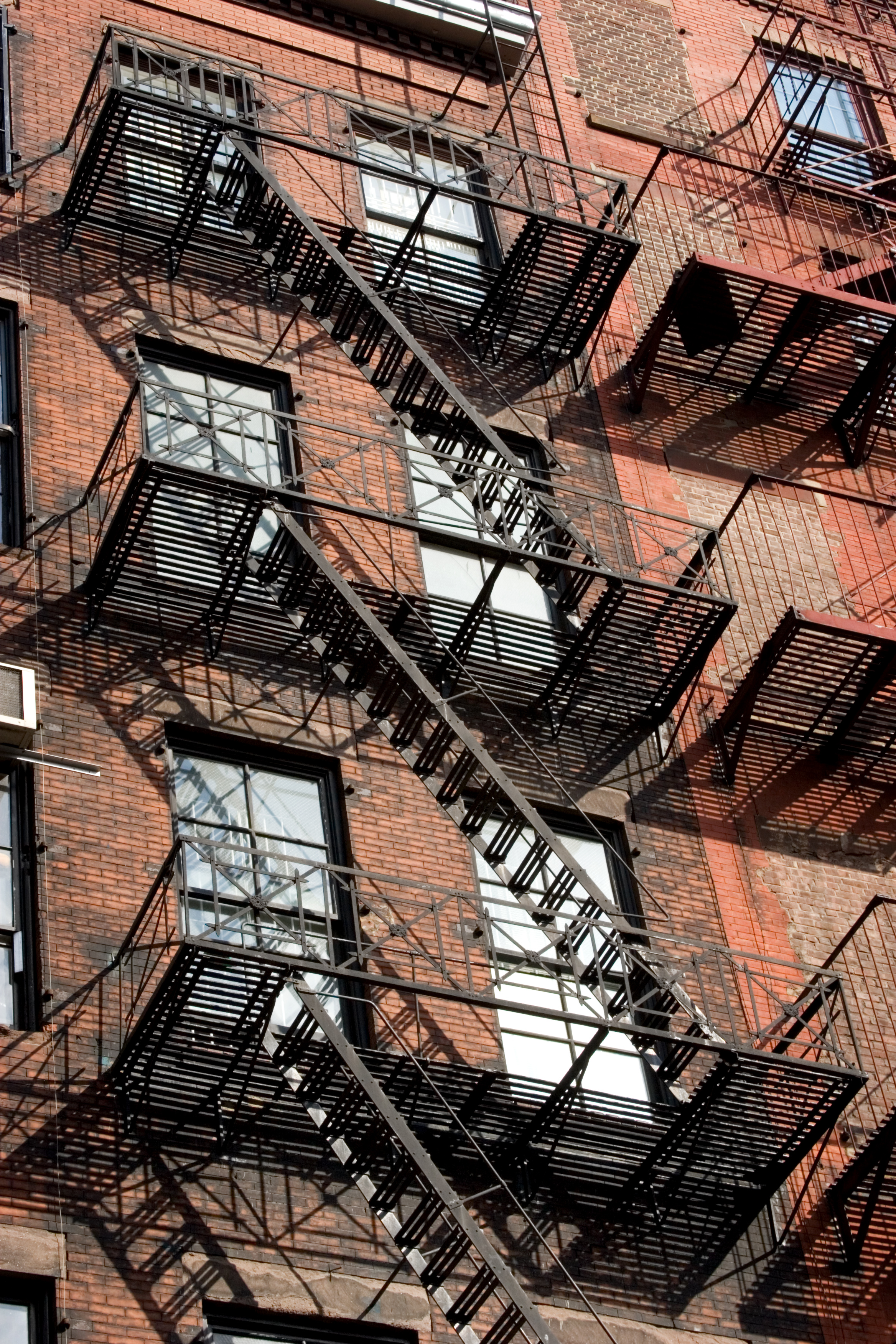
Escales d'incendis d'estil comú a Soho, ciutat de Nova York.

Una escala d'incendis és una escala d'un edifici dissenyada per a ser utilitzada, principalment, com a mitjà d'evacuació en cas d'emergència. Normalment muntada a l'exterior d'un edifici o ocasionalment dins però separat de les àrees principals de l'edifici. Proporciona un mètode d'escapada en cas d'un foc o altra emergència que faci les escales interiors inaccessibles. El concepte 'escala d'incendis' no està previst a la normativa de protecció contra incendis espanyola. Les escales d'evacuació poden ser protegides o exteriors, i han de complir un seguit de condicions: accés a través de portes, compartimentació en sector d'incendi (les protegides), distància a obertures de façana (les exteriors), entre d'altres.

## Tipus
Les escales d'incendi es poden classificar en 3 tipus: escala exterior, balcó amb mur de divisió, i escala d'incendis estàndard.
- Escala exterior és la que està oberta permanentment a l'exterior, ajustant-se als codis d'edificació. Comunica totes les plantes fins al carrer o sortida d'edifici. Està prevista en la normativa espanyola de PCI.[2]
- Balcó amb mur de divisió és un balcó metàl·lic que uneix diferents habitatges o locals d'una mateixa planta, separats interiorment per un mur tallafocs. Permet escapar d'un incendi en un local passant per l'exterior al local contigu. Es troba en antigues edificacions especialment als EUA.[3]
- Escala d'incendis estàndard era la més habitual als EUA. Es descriu a l'apartat següent.[3]

## Escala d'incendis als Estats Units
Les escales d'incendis es troben sovint a edificis residencials de diverses plantes, com per exemple en apartaments. Van ser un aspecte molt important en la seguretat per incendis per tota construcció nova en nuclis urbans; més recentment, tanmateix, són menys comunes. Això és a causa dels edificis millorats que incorporen detectors de foc, equipament per lluitar contra el foc més avançat tecnològicament, el qual inclou comunicacions millors i la llargada de les escales dels camions de bombers, i més important, ruixadors d'incendis. Els codis de construcció internacionals han incorporat ruixadors d'incendis a edificis amb múltiples pisos que tinguin menys de 15 pisos i no només als gratacels.
Una escala d'incendis consisteix en un nombre de plataformes horitzontals, una a cada planta d'un edifici, amb escales de mà que les connecten. La plataforma i les escales són normalment reixes d'acer, per impedir la acumulació de gel, neu, i fulles. Normalment, hi ha baranes a cada pis però com que les escales d'incendis estan dissenyades únicament per emergències, aquestes baranes sovint no cal que compleixin els mateixos estàndards que la resta de baranes en un altre context. L'escala del nivell més baix de l'escala d'incendis al terra pot ser fixa però normalment es pot balancejar amb una frontissa o baixa per un rail. El disseny permet els ocupants arribar al terra amb seguretat en cas de foc però prevenir que les persones accedeixin a l'escala des del terra en la resta d'ocasions (per evitar robatoris o vandalisme).
Pot haver-hi una sortida de l'interior d'un edifici a l'escala d'incendis, però en alguns casos l'única sortida possible és a través d'una finestra. Quan hi ha una porta, és sovint desbloquejada per una alarma de foc per impedir altres usos de l'escala d'incendis, i per impedir l'entrada no-autoritzada. Mentre que moltes escales d'incendis van ser construïdes abans de l'aparició de les alarmes de foc electròniques, les escales d'incendis en els edificis més vells sovint han necessitat ser reequipades amb alarmes per aquest mateix propòsit.

### Riscos
Les escales d'incendi metàl·liques estan exposades als efectes de la climatologia, que rovella l'estructura i els elements de fixació a la façana. Sovint el manteniment d'aquestes escales és nul, pel que hi ha el risc que amb el pas del temps perdin resistència i no suportin els pes de les persones que evacuen o dels bombers que hi accedeixen.

## Mànega d'evacuació
La mànega d'evacuació és un forma alternativa d'escala d'incendis de sortida ràpida desenvolupada a principis de la dècada de 1900, que consistia en un tub de tela llarg suspès sota un embut gran a fora de la finestra d'un edifici alt. Una persona fugint el foc baixaria avall per l'interior del tub, i podria controlar la velocitat de descens empenyent les parets de tub amb els braços i cames. Aquest tub d'escapada podia ser ràpidament desplegat des d'una finestra i penjat avall a nivell de carrer, encara que era gran i voluminós per emmagatzemar dins l'edifici.

## Història

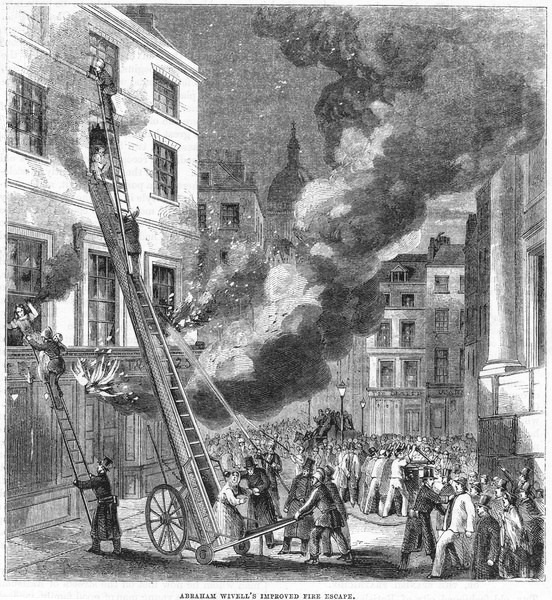
Escala d'incendis portàtil de Wivell

Una de les primeres escales d'incendis va ser inventada a l'Anglaterra del segle xviii. El 1784, Daniel Maseres, va inventar una màquina anomenada escala d'incendis, consistent en una corda que, lligada a la finestra, permetria a una persona descendir al carrer sense lesió. El 1836 Abraham Wivell després d'esdevenir superintendent de la 'Societat Reial per la Protecció de la Vida del Foc', va crear un disseny millorat, consistent en una escala portàtil amb una lona a sota lligada amb cordes per on descendien les persones rescatades.
El 1887 Anna Connelly va patentar una escala d'incendis que consistia en un pont de ferro entre dos edificis (balcó amb mur de divisó), i es podria considerar la primera en patentar l'escala d'incendis.
Henry Vieregg va patentar la primera escala d'incendis als Estats Units, que consistia en una corda amb una espècie de politja, a Grand Island, NE el 8 de novembre de 1898, Patent dels EUA 614,043, número de sèrie 681,672, el qual va ser dissenyat per homes de negocis de viatge.

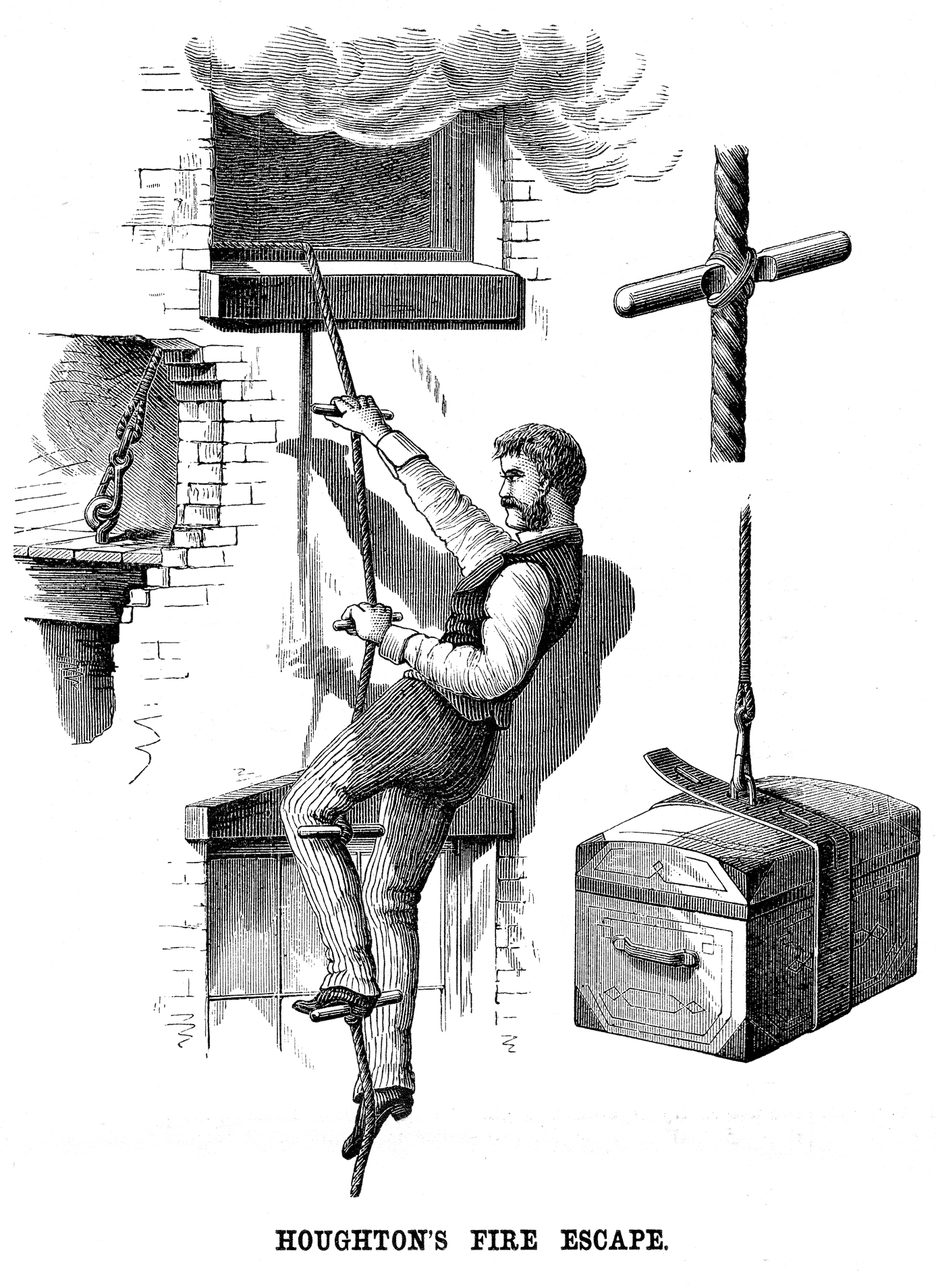
Escala d'incendis portàtil de Houghton (1877).

Als EUA els codis de construcció van esdevenir més populars a partir del segle xx, la seguretat pels incendis va esdevenir una preocupació important a l'hora de fer nous edificis. Els propietaris d'edificis cada cop més havien de proveir rutes d'escapament adequades i en aquell moment les escales d'incendis semblaven l'opció més encertada. No només podien ser incloses en una nova construcció a un cost baix, però també podien ser fàcilment afegides a construccions existents. A mesura que els codis de construcció evolucionaven, tota construcció per sobre d'un nombre de pisos havien de tenir per força una escala d'incendis exterior.
Als anys 30 la sortida d'incendis de tipus tobogan tancat metàl·lic va ser escollida per escoles, hospitals i altres institucions.
Tanmateix, amb la dispersió urbana i l'augment en la quantitat de construccions a mitjans del segle xx, particularment l'augment d'habitatges públics en ciutats importants als Estats Units i Europa els anys 50 i 60, alguns problemes de les escales d'incendis es van veure clarament. En les àrees més pobres de ciutats com Chicago i Nova York, les escales d'incendis eren generalment utilitzat per tot menys pel seu propòsit.
En els mesos d'estiu calorosos, residents d'edificis d'apartaments d'alçada mitjana dormien a les plataformes de les seves escales d'incendis. Tal situació va provocar la premissa de trama de la història curta de Cornell Woolrich (1947), The boy cried murder, sobre un noi en una escala d'incendis que una nit presencia un assassinat en un apartament proper; aquesta història va ser filmada com el thriller de suspens La Finestra (The Window) (1949). La pràctica de dormir damunt d'escales d'incendis també poden ser vistes a la pel·lícula del 1954 d'Alfred Hitchcock, La finestra indiscreta (també basada en una història curta de Woolrich), així com la fotografia de Weegee del Lower East Side). Les ombres diagonals de les escales d'incendis solen ser un constant motif en el cinema negre, i l'escena del balcó de Romeu i Julieta va ser transposada a una escala d'incendis pel musical West Side Story.
La instal·lació d'aire acondicionat en apartaments individuals amb finestres que tenen escala d'incendis, sovint instal·lat pels residents en contra del codi, els quals requereixen ser instal·lats a l'ampit de la finestra, fan les escales d'incendis inútils, ja que en una emergència seria més difícil passar-hi.
El fotògraf de Boston Herald American Stanley Forman va guanyar un Premi Pulitzer el 1976 per la fotografia Fire Escape Collapse, que retratava a dues noies en una escala d'incendis defectuosa esfondrant-se durant un incendi a Boston el 1975, i la imatge polèmica va causar que es prenguessin millors mesures de seguretat en algunes jurisdiccions.

## En la literatura
L'escala d'incendis és sovint reconeguda per ser un dels símbols importants en l'obra Glass Menagerie, per Tennessee Williams. El seu nom es diu que és "un toc de veritat poètica accidental, ja que tots aquests edificis gegantins estan sempre cremant pels lents i implacables focs de la desesperació humana". En certs punts de la obra teatral, l'escala d'incendis fins i tot accentua les característiques dels personatges. Tom, el caràcter més lligat a l'escala d'incendis, apareix en ella més sovint que els altres. En la majoria de les seves aparicions a l'escala d'incendis, està mudant-se de l'apartament, un gest que mostra la seva voluntat de explorar el món exterior, escapant dels problemes a casa.